# Фолк парада
Фолк парада је била музичка емисија на телевизији Београд која се емитовала током 1980-их година и која је, углавном, промовисала новитете из тадашње новокомпоноване народне музике. У овој емисији наступали су: Нада Топчагић, Лепа Брена, Мирослав Илић, Добривоје Топаловић, Маринко Роквић, Зорица Марковић, Халид Муслимовић, Халид Бешлић, и други.
Водитељи емисије били су певачи Предраг Гојковић Цуне и Тозовац, као и глумица Злата Петковић, који су током емисије приређивале разне шаљиве скечеве.
Од 2017 године емисије Фолк параде се приказују на кабловском каналу РТС Коло који је доступан код свих већих кабловских оператера а емисије су такође доступне на платформи РТС Планета.